# American Dreamz
Az American Dreamz 2006-os amerikai filmvígjáték, amelyet Paul Weitz rendezett. A film a szórakoztatást és az amerikai politikát egyaránt szatirizálja. Weitz "kulturális szatírának" nevezte. Általánosságban vegyes kritikákat kapott, és a film 17 millió dolláros költségvetésből mindössze 16 millió dolláros bevételt hozott.

## Cselekmény
Martin Tweed az American Dreamz tehetségkutató műsor vezetője. Ugyan ő maga gyűlöli a műsort, mégis sikeresnek számít. Tweed elhatározza, hogy itt az ideje annak, hogy egy új, érdekes csapat lépjen fel a műsorban, ezért elküldi az embereit, hogy találják meg a legfurább személyeket. Miközben ez történik, az amerikai elnök egyre inkább depresszióba esik, és mindenben a személyzetére támaszkodik. Majd megjelenik a műsor egyik zsűritagjaként. Ez tökéletes hír a terroristák számára, akik a tehetségkutatót használják fel arra, hogy elérjék az elnököt.

## Szereplők
| Karakter            | Színész            | Szinkronhang       |
| ------------------- | ------------------ | ------------------ |
| Martin Tweed        | Hugh Grant         | Stohl András       |
| Staton elnök        | Dennis Quaid       | Dörner György      |
| Sally Kendoo        | Mandy Moore        | Roatis Andrea      |
| Kabinetfőnök        | Willem Dafoe       | Reviczky Gábor     |
| William Williams    | Chris Klein        | Markovics Tamás    |
| Martha Kendoo       | Jennifer Coolidge  | Menszátor Magdolna |
| Omer                | Sam Golzari        | Csőre Gábor        |
| First Lady          | Marcia Gay Harden  | Andresz Kati       |
| Chet Krogl          | Seth Meyers        | Zámbori Soma       |
| Ittles              | John Cho           | Pálmai Szabolcs    |
| Accordo             | Judy Greer         | Spilák Klára       |
| Agha Babur          | Bernard White      | Csankó Zoltán      |
| Iqbal Riza          | Tony Yalda         | Fekete Zoltán      |
| Shazzy Riza         | Noureen DeWulf     | Mezei Kitty        |
| Nazneen Riza        | Shohreh Aghdashloo | Kovács Nóra        |
| Ali Riza            | Jay Harik          | Kristóf Tibor      |
| Sholem Glickstein   | Adam Busch         | Janovics Sándor    |
| Mujeheddin kapitány | Haaz Sleiman       |                    |
| Operatőr            | Nick Schutt        |                    |
| Edna néni           | Lisa K. Wyatt      |                    |
| Fitz bácsi          | Beau Holden        |                    |
| Színpadmester       | Tim Rhoze          | Papp Dániel        |
| Jessica             | Marley Shelton     | F. Nagy Eszter     |
| Önmaga              | Carmen Electra     | F. Nagy Eszter     |

## Filmzene
Filmzenéje 2006. április 18-án jelent meg a Lakeshore Records kiadásában.
1. "Stars and Stripes Forever"
2. "One" — Sam Golzari
3. "Luck Be a Lady" — Sam Golzari
4. "Impossible Dream" — Sam Golzari
5. "My Way" — Sam Golzari
6. "Greased Lightnin'" — Sam Golzari
7. "Super Freak" — Rick James
8. "That's Entertainment" — The Jam
9. "Nights in White Satin" — The Moody Blues
10. "Mommy Don't Drink Me to Bed Tonight" — Mandy Moore
11. "(Girl) Let's Not Be Friends" — Joshua Wade
12. "Rockin' Man" — Trey Parker
13. "Never Felt This Way Before" — Niki J. Crawford
14. "Lez Git Raunchy" — Adam Busch
15. "Dreams with a Z" — Mandy Moore
16. "Tea Time" — Joe Lervold
17. "Trail of Love" — The Razen Shadows feat. Teresa James
18. "Riza" — Pedro Eustache, Paul Livingstone, Faisal Zedan, Wael Kakish és Donavon Lerman

## Bevétel
Az American Dreamz 7,2 millió dolláros bevételt hozott az Egyesült Államokban, és 9,5 millió dollárt más területeken, ami világszerte 16,7 millió dolláros összbevételt jelent.
A filmet 2006. április 21-én mutatták be, és az első hétvégén 3,7 millió dollárt termelt, ezzel a kilencedik helyen zárt.

## Médiakiadás
2006. július 2-án jelent meg DVD-n az Egyesült Királyságban, az Egyesült Államokban pedig 2006. október 17-én, Ausztráliában még abban az évben.